# (1706) Dieckvoss
(1706) Dieckvoss – planetoida z grupy pasa głównego asteroid okrążająca Słońce w ciągu 3 lat i 37 dni w średniej odległości 2,13 au. Została odkryta 5 października 1931 roku w Landessternwarte Heidelberg-Königstuhl w Heidelbergu przez Karla Reinmutha. Nazwa planetoidy pochodzi od Wilhelma Dieckvossa, niemieckiego astronoma. Przed nadaniem nazwy planetoida nosiła oznaczenie tymczasowe (1706) 1931 TS.